# Караман-бей
Керім ад-Дін Караман-бей (тур. Karaman Bey; д/н — 1261) — засновник бейліка Караманідів.

## Життєпис
Стосовно походження існують дикусії: за різними версіями належав до туркменського (кочових тюрків) племені качар, афшар, салир або баяндур. Син шейха Нуре Суфі, який прибув до Анатолії з Аррану. разом з батьком кочував в горах Тавру поблизу Ларінди.
Про його молоді роки нічого невідомо. Ймовірно скористався послабленням Румського султанату після поразки від монголів задля поширення влади в гірських районах. Нападав на землі султанату. Ймовірно під час війни між співсултанами Килич-Арсланом IV і Кей-Кавусом II зумів значно розширити свій вплив. В результаті перший надав Караману титул еміра. Втім у 1257 році Караман допоміг Кей-Кавусу II відвоювати столицю султанату Конью. 1258 року Караман сприяв перемозі над Килич-Арсланом IV у битві біля Токату.
У 1260 році Караман уклав мирний договір з Килич-Арсланом IV, ініціатором якого був перване Сулейман Мюїн ад-Дін (фактичний правитель частини султанату під владою Килич-Арслана IV). Караман отримав у володіння (ікта) Ларінду, яку перейменував в Караман та зробив своєю столицею, а також Ерменік. Крім того, територія його володінь була збільшена на захід. Його брата Бунсуза було призначено амір-і джандаром (головою охоронців султана). Потім Караман здійснив низку вдалих походів проти Кілікійського царства.
У 1261 році перване вирішив об'єднати султанат, поваливши Кей-Кавуса II. У відповідь Караман рушив проти Мюїн ад-Діна, але зазнав поразки. Невдовзі було страчено його брата Бунсуза. Втім бею вдалося зберегти більшість володінь. Загинув під час походу до Кілікії. Владу успадкував його син Шемс ед-Дін Мехмет.